# Gajdobra
Gajdobra (in serbo Гајдобра?) è un villaggio della Serbia situato nella municipalità di Bačka Palanka, nel Distretto della Bačka Meridionale, nella provincia autonoma di Voivodina. La popolazione totale era di 2 968 abitanti nel censimento del 2002 e la maggioranza della popolazione è di etnia serba.